# Гюнтер, Корай
Корай Гюнтер (тур. и нем. Koray Günter; род. 16 августа 1994 года, Хёкстер, Германия) — немецкий и турецкий футболист, защитник клуба «Эллас Верона», выступающий на правах аренда за турецкий «Гёзтепе».

## Клубная карьера
Гюнтер начал заниматься футболом в клубе «Хёкстер». Также на молодёжном уровне занимался в клубе «Бракель» и академии дортмундской «Боруссии». Начинал как атакующий игрок, но позже перестроился на защиту. В сезоне 2012/13 выступал за фарм-клуб «Боруссия II». 27 ноября 2012 года впервые попал в заявку первой команды на матч Бундеслиги против дюссельдорфской «Фортуны». Дебютировал 5 октября 2013 года в матче против гладбахской «Боруссии».
30 января 2014 года Гюнтер перешёл в турецкий «Галатасарай», подписав с клубом контракт на 4,5 года. Сумма трансфера составила 2,5 миллионов евро, также в контракте имелась опция, согласно которой «Боруссия» имела право обратного выкупа за 7 миллионов евро. Дебютировал в клубе 8 марта 2014 года в матче против «Акхисар Беледиеспор». 12 июля 2016 года получил тяжёлую травму в товарищеском матче с швейцарским клубом «Тун», в результате чего выбыл из строя на полгода.
12 июля 2018 года Корай Гюнтер бесплатно перешел в итальянский клуб «Дженоа». А 19 июля 2019 года на правах аренды с правом выкупа Гюнтер присоединился к «Эллас Верона».

## Карьера в сборной
Международную карьеру Гюнтер начинал в юношеской сборной Турции до 16 лет, в составе которой сыграл четыре матча. Затем Гюнтер представлял юношеские сборные Германии разных возрастов. В сборной Германии до 17 лет Гюнтер дебютировал 4 сентября 2010 года в товарищеском матче против сборной Азербайджана. В 2011 году Гюнтер в составе сборной до 17 лет участвовал в чемпионате Европы среди юношей до 17 лет в Сербии, где немцы заняли второе место, проиграв в финале голландцам. Месяц спустя Гюнтер также в составе сборной до 17 лет участвовал в чемпионате мира 2011 года среди юношей, на этот раз немцы заняли третье место. В этом чемпионате Гюнтер забил трижды: в матчах против сборных Буркина-Фасо, США и Бразилии. 17 апреля 2012 года Гюнтер дебютировал в сборной до 19 лет в товарищеском матче со сборной Чехии. 6 сентября 2013 года дебютировал в сборной до 20 лет в матче против сборной Польши.

## Достижения
«Галатасарай»
- Чемпион Турции: 2014/15
- Обладатель Кубка Турции: 2013/14, 2014/15, 2015/16
- Обладатель Суперкубка Турции: 2015, 2016

 Германия U-17
- Финалист ЧЕ среди юношей до 17 лет: 2011
- Бронзовый призёр ЧМ среди юношей до 17 лет: 2011